# Xã Lancaster, Quận Stephenson, Illinois
Xã Lancaster (tiếng Anh: Lancaster Township) là một xã thuộc quận Stephenson, tiểu bang Illinois, Hoa Kỳ. Năm 2010, dân số của xã này là 1.587 người.